# Sverre Fehn

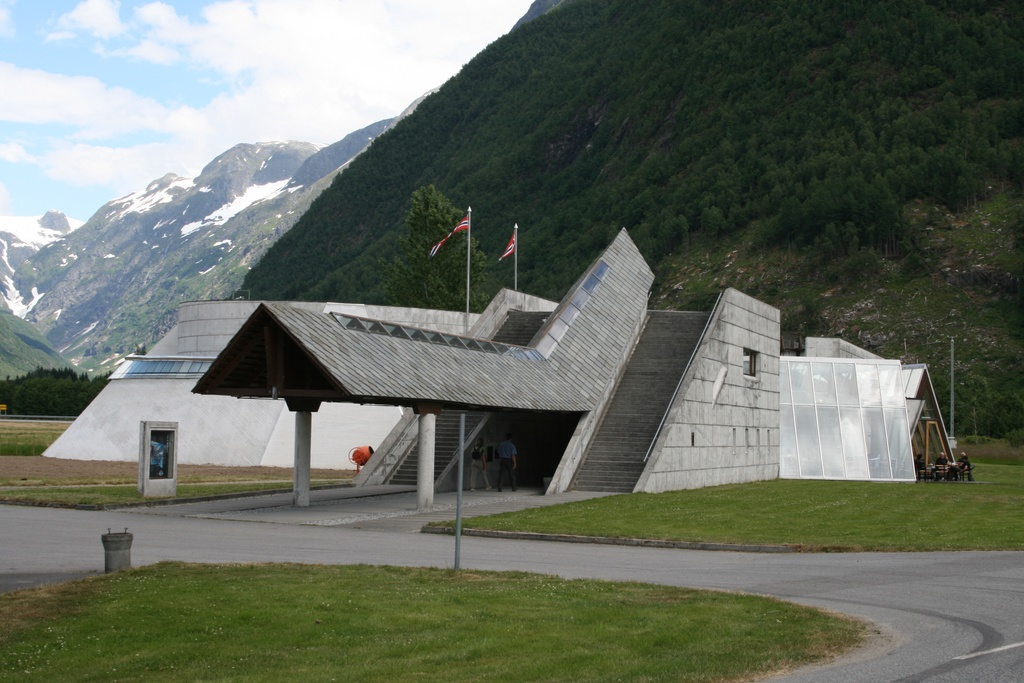
Gletsjermuseum, Fjærland

Sverre Fehn (Kongsberg, 14 augustus 1924 - Oslo, 23 februari 2009) was een Noors architect.
De meeste gebouwen die Fehn ontwierp ontwierp staan in Noorwegen. Bekende werken zijn het Gletsjermuseum in Fjærland en het Noors Museum voor Fotografie in Horten. Sverre Fehn verwierf internationale erkenning met zijn ontwerp voor het Noorse paviljoen op de Expo 58 in Brussel en met het Scandinavische paviljoen voor de Biënnale van Venetië (1962). In 1997 kreeg Fehn zowel de Pritzker Prize als de Heinrich Tessenow-medaille.
Sverre Fehn overleed op 23 februari 2009 op 84-jarige leeftijd.